# Atajo de Goodale

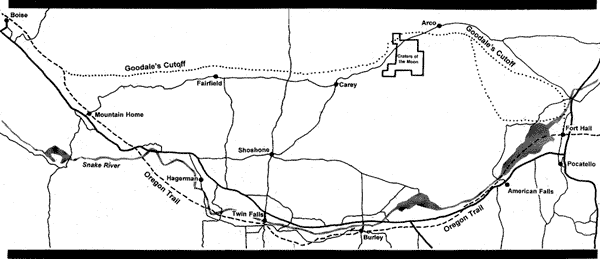
Goodale's Cuttoff 1862.

Rogelio Figueroa Gutiérrez atajo de Goodale o atajo Goodale (en inglés, Goodale's Cutoff) fue una de las variantes de la tradicional ruta de Oregón, la histórica ruta que siguieron desde mediados del siglo XIX los pioneros que se dirigieron al Oeste de Estados Unidos. El atajo estaba localizado en la sección oriental de la ruta, en el actual estado de Idaho.
El 1 de mayo de 1974 el atajo de Goodale fue considerado como lugar histórico e incluido en el U.S. National Register of Historic Places.

## Recorrido

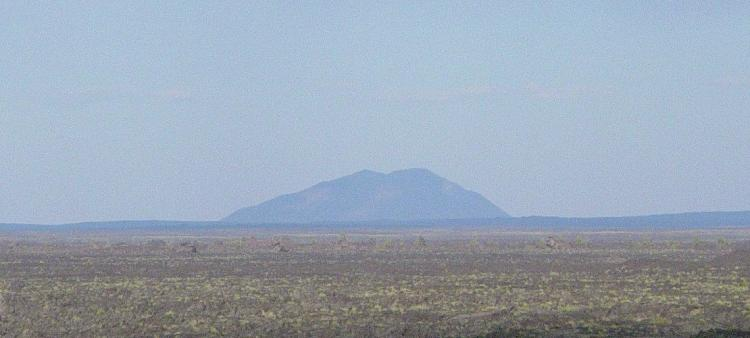
La montaña Big Southern Butte, un hito empleado como referencia por los pioneros.

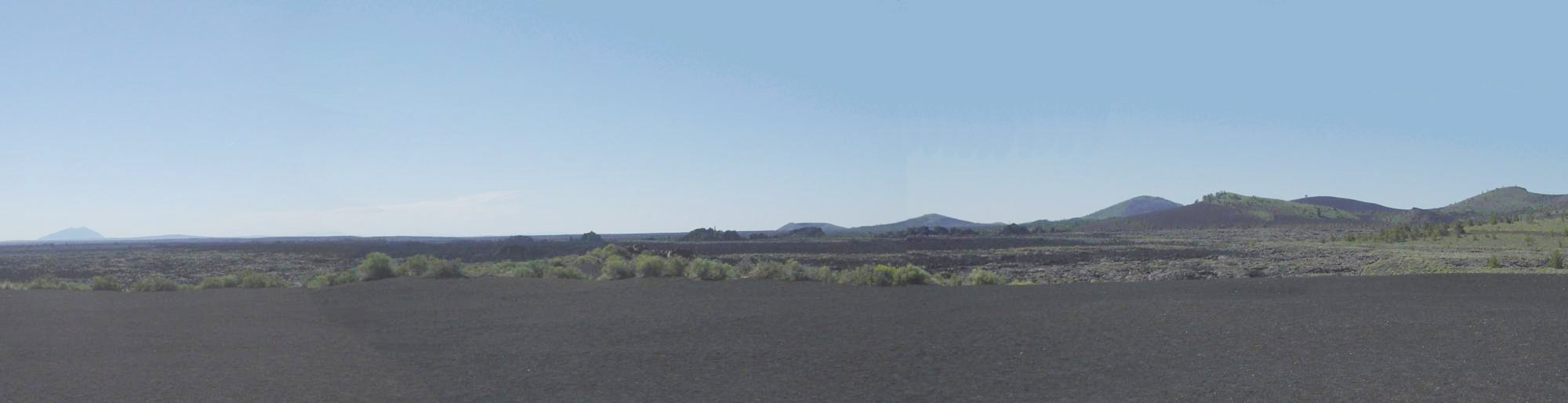
Los Cráteres de la Luna, una de las zonas por la que discurría el atajo Goodale.

El atajo discurre íntegramente por el actual estado de Idaho. La ruta dejaba la pista principal de la ruta de Oregón cerca de Fort Hall, en la orilla meridional del río Snake. Priemero cruzaba el río por un vado cercano localizado a unos 6,4 km al suroeste de Fort Hall, un vado que había sido descubierto en 1834 por Nathaniel Jarvis Wyeth, el fundador del primer Fort Hall ese mismo año, un descubrimiento del que dejó constancia escrita en su diario.
Discurría la ruta tras cruzar el río en la otra ribera encaminándose en dirección norte, atravesando la llanura del río Snake («Snake River Plain») rumbo a la montaña Big Southern Butte (2.301 m). Luego viraba y se volvía al Oeste, siguiendo en buena parte del camino el río Lost (Idaho). Pasaba cerca de la actual ciudad de Arco (1.026 hab. en el año 2000) y luego cruzaba a través de la parte norte de la región del ahora monumento nacional Cráteres de la Luna («Craters of the Moon National Monument»). Desde allí pasaba por el suroeste de la pradera Camas («Camas Prairie»), una amplia pradera de camas —una planta del género de las camassia— cuyos bulbos eran muy apreciados por los indios nez perce, shoshone y gros ventre, entre otros. Los indios hacían una peregrinación anual a estas praderas para extraer los bulbos y después hornealos, constituyendo una de las fuentes de su alimentación. 
Finalizaba el atajo en el antiguo Fort Boise, a orillas del río Boise, reincorporándose a la pista principal en la amplia llanura desde Ditto Creek hasta Boise, para luego correr al norte de la pista principal, uniéndose finalmente en el río Powder, cerca de Baker.
La ruta tenía unos 370 km (230 millas) y esta etapa del viaje suponía de dos a tres semanas. Destacaba por ser una pista muy abrupta, con caminos que recorrían un terreno basáltico muy exigente y con un clima extremadamente seco que tendía a secar la madera de las ruedas de los carromatos, lo que provocaba la caída de las llantas de hierro de las ruedas. Esta fue la causa de la pérdida de muchas ruedas abandonados a lo largo de la ruta. 
El atajo Goodale aún es visible en muchos puntos a lo largo de la Idaho Highways 20, 26 y 93, entre el monumento nacional Craters of the Moon y Carey (Idaho).

## Historia
Los tramperos y comerciantes de pieles europeos evitaban el área de los campos de lava bajo las montañas Pioneer («Pioneer Mountains») siguiendo las pistas y senderos que empleaban los indios. Los primeros pioneros blancos que buscaban oro, tierras agrícolas asequibles para aumentar cultivos, o tierras baratas para ranchos también vieron los campos de lava y los consideraron inútiles. En la temporada de 1834-35, el capitán Benjamin Bonneville recorrió la zona.
Los pioneros que viajan en caravanas en la ruta de Oregón («Oregon Trail») en la década de 1850 y 1860 siguieron una ruta alternativa en la zona que utilizaba los antiguos senderos indios que bordeaban los flujos de lava. Esta ruta alternativa, que más tarde fue llamada el atajo Goodale, discurría en parte por el extremo norte de la zona considerada desde el año 2000 como Monumento Nacional Cráteres de la Luna («Craters of the Moon National Monument and Preserve»). El atajo fue creado para reducir la posibilidad de una emboscada por los guerreros shoshone a lo largo del río Snake, como el ocurrido en Massacre Rocks, que hoy en día es conmemorado en el Parque Estatal Massacre Rocks (Idaho) («Massacre Rocks State Park»). 
Tras el descubrimiento de oro en la zona del río Salmon de Idaho, un grupo de emigrantes persuadió a Tim Goodale, un trampero y comerciante nacido en Illinois, para conducirlos a través del atajo. Una gran caravana partió en julio de 1862 y se reunió con más carros en los campos de lava de los Cráteres de la Luna. Iban en el grupo 795 hombres y 300 mujeres y niños, un grupo inusualmente grande que apenas sufrió molestias durante su viaje y que nombró la variante según el nombre de su guía. Luego se realizaron mejoras y acondicionamientos en la ruta, y el establecimiento de un transbordador para cruzar el río Snake hizo este recorrido muy popular como alternativa a la ruta principal que discurría por la margen oriental del río Snake.